# エトナ級補給艦
エトナ級補給艦（イタリア語: navi da rifornimento Classe Etna）は、イタリア海軍が運用する補給艦の艦級。同型艦がギリシャ海軍でも就役している。

## 来歴
1980年代後半より、イタリア海軍は軽空母「ジュゼッペ・ガリバルディ」に随伴するための新型補給艦の計画に着手していた。これは1990年2月に一旦凍結されたものの、1993年に復活し、1994年3月に起工される予定であった。しかし財政上の問題から計画は再度の遅延を余儀なくされ、発注は1995年1月3日、起工は1996年7月4日にずれ込むこととなった。
また1999年7月には、ギリシャ海軍が同型艦を発注し、フィンカンティエリ社からライセンスを取得して建造している。

## 設計
洋上移送
両舷にドライカーゴ/液体貨物兼用の補給ステーションを2ヶ所ずつ設定している。
物資格納
ネームシップの標準的な搭載内容は下記の通りである。またこの他に貨物コンテナ12個を搭載できる。
- 貨油（艦艇燃料）5,400トン
- 航空燃料1,200トン
- 真水160トン
- 弾薬280トン（2,100 m3）
- 生鮮・乾燥糧食 各30,000食
- 潤滑油20トン
- 予備部品20トン

兵装・電装は、両国で異なっている。対水上捜索レーダーは、「エトナ」ではMM/SPQ-702、「プロメテウス」ではAN/SPS-10Dが搭載される。また防空用として、「プロメテウス」ではファランクスCIWSが搭載される。「エトナ」では76mm単装速射砲の装備が計画されていたが、2013年現在まだ搭載されていない。

## 同型艦

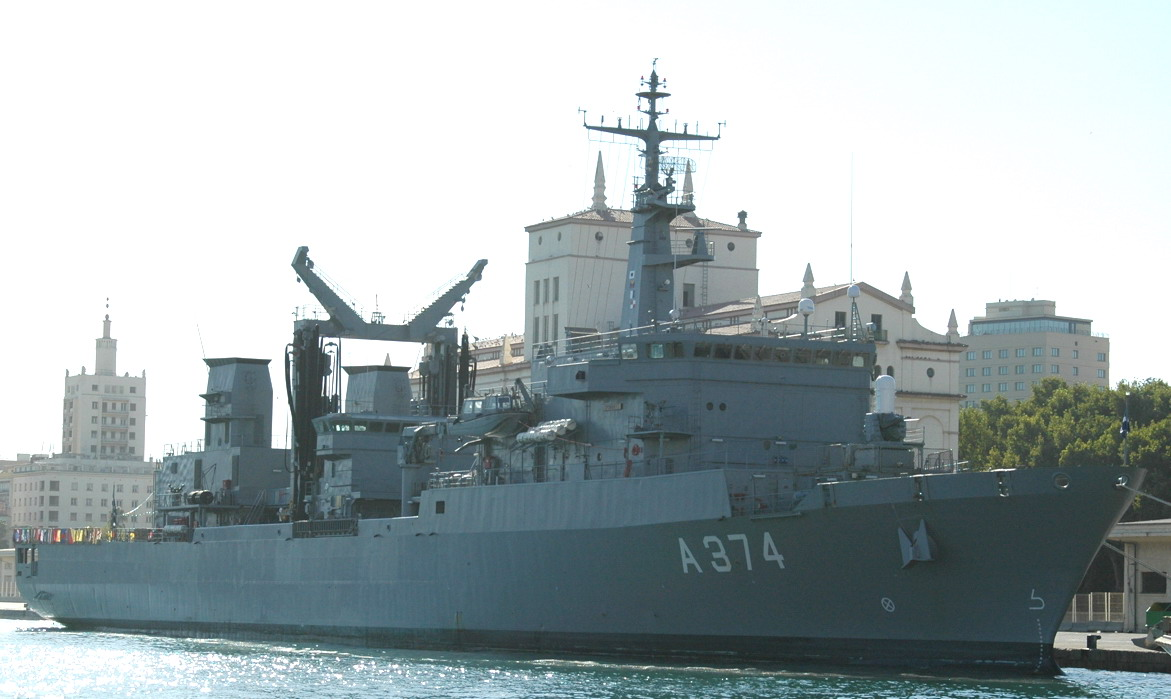
希海軍「プロメテウス」

| 運用者       | #      | 艦名                   | 造船所           | 起工          | 進水           | 就役           |
| ------------ | ------ | ---------------------- | ---------------- | ------------- | -------------- | -------------- |
| イタリア海軍 | A 5326 | エトナ Etna            | リヴァ・トリゴソ | 1996年 7月4日 | 1997年 7月12日 | 1998年 7月29日 |
| ギリシャ海軍 | A 374  | プロメテウス Προμηθεύς | エレウシス       | 2000年        | 2002年 2月19日 | 2003年 7月8日  |